# Шмель малый каменный
Шмель малый каменный (Bombus derhamellus (=Bombus ruderarius)) — вид шмелей. Включен в Красную книгу Новосибирской области.

## Описание
Передняя часть спинки, бока груди, щитик и первый тергит брюшка покрыты серыми волосками. Края задних голеней и 5-й тергит брюшка покрыты оранжевыми волосками.

## Ареал
Средние широты Европы, юг Западной Сибири, север Казахстана, Прибайкалье.

## Биология
Обитает на лугах, по склонам балок, на полянах и опушках сосновых и смешанных лесов. Гнездится наземно, преимущественно в луговых сообществах, однако, иногда встречаются и на территориях, подвергнутых антропологическому влиянию (сады, пустыри). В качестве гнезд могут быть использованы покинутые мышиные норы. Вид встречается с июня до середины сентября. Bombus derhamellus преимущественно посещает клевер красный (Trifolium pratense).